# Joint Typhoon Warning Center
Joint Typhoon Warning Center je centrum pro varování před tropickými cyklónami v oblasti západu Tichého oceánu a Indického oceánu. Jeho provozovatelem je Námořnictvo Spojených států (US Navy).
Tajfun je oblastní označení tropické cyklóny – odtud slovo typhoon v názvu.
JTWC má na starosti vydávání varování před cyklónami v severozápadní části Pacifiku, v jižním Pacifiku a v Indickém oceánu pro celé Ministerstvo obrany Spojených států a další vládní agentury. Mají chránit především vojenské loďstvo a letectvo a vojenská zařízení provozovaná spolu s dalšími státy po celém světě.

## Příklad varování

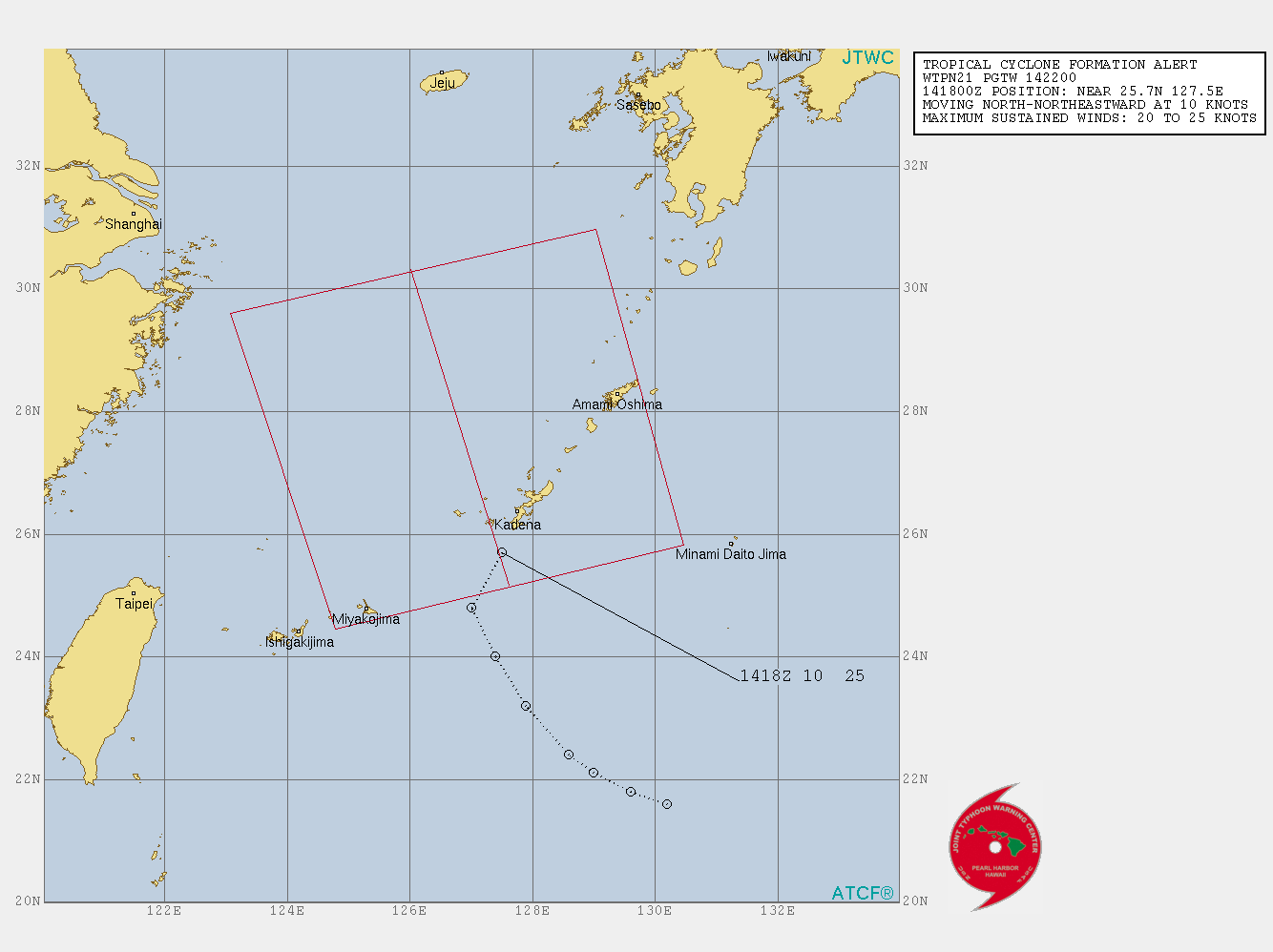
Příklad varování

Na obrázku je tropická deprese Invest 96W ze dne 9. srpna 2018 a předpověď, jakým směrem se bude pravděpodobně v následujících dnech ubírat, jakou sílu bude mít a jaké nebezpečí tedy bude znamenat.